# Valga
Valga (niem. Walk) – miasto w południowej Estonii, przy granicy z Łotwą, 245 km na południe od stolicy kraju Tallinna. Do 1920 tworzyło razem z położonym po stronie łotewskiej miastem Valka jedno miasto – Walk. Ludność: 14,3 tys. (2000). Miasto zajmuje powierzchnię 16,5 km². Ośrodek administracyjny prowincji Valga. Miasto leży nad rzeką Pedeli.

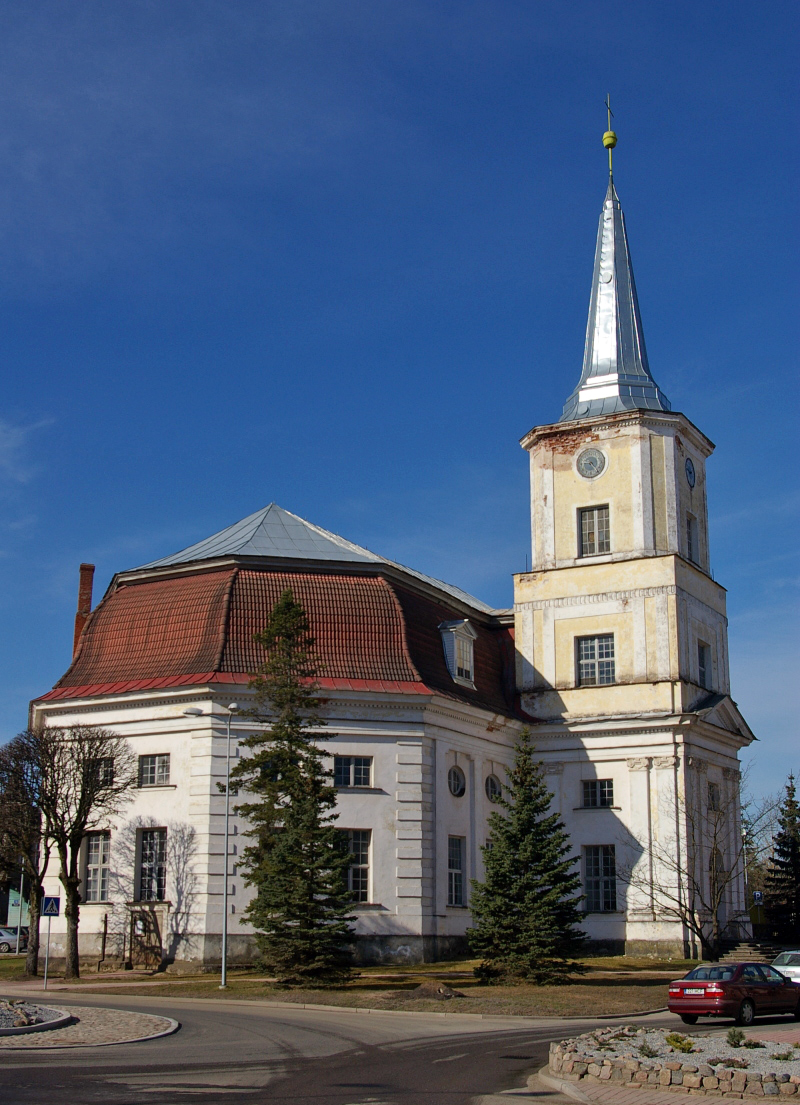
Valga, kościół św. Jana

Wałk (Walk) został pierwszy raz wspomniany w 1286 roku, prawa miejskie nadał miastu dopiero król Polski Stefan Batory w roku 1584.
15 listopada 1918 w Wałku podjęto decyzję o proklamacji niepodległości Łotwy. 1 lipca 1920 miasto podzielono pomiędzy Łotwę (obecne Valka) i Estonię (obecne Valga).
Valga jest ważnym węzłem drogowym i kolejowym południowej Estonii.

## Polonica
W 2002 roku w mieście odsłonięto tablicę z następującym tekstem: „W hołdzie Stefanowi Batoremu, Królowi Polski, Wielkiemu Księciu Litewskiemu i Księciu Siedmiogrodu, który w 1584 roku nadał Valdze prawa miejskie”.
Przyszedł tu także na świat duchowny rzymskokatolicki ks. kardynał Kazimierz Świątek.

## Miasta partnerskie
- Valka
- Oakland
- Östhammar
- Hallsberg
- Tornio
- Lübz
- Nowogród Wielki
- Radziwiliszki